# Svenska mästerskapen i kortbanesimning 1986
Svenska mästerskapen i kortbanesimning 1986 avgjordes i Simhallsbadet, Malmö den 24–25 januari 1986. Det var den 34:e upplagan av kortbane-SM.

## Medaljsummering

### Herrar
| Gren            | Guld                    | Guld                  |
| 50 m frisim     | Niels Liedberg 22,80    | Karlstads SS          |
| 100 m frisim    | Tommy Werner 49,35      | Karlskrona SS         |
| 200 m frisim    | Tommy Werner 1.45,43    | Karlskrona SS         |
| 400 m frisim    | Anders Holmertz 3.47,68 | Motala SS             |
| 1500 m frisim   | Stefan Persson 15.01,45 | Malmö KK              |
| 100 m fjärilsim | Mikael Holmertz 54,39   | Motala SS             |
| 200 m fjärilsim | Stefan Gullberg 2.01,68 | Stockholmspolisens IF |
| 100 m ryggsim   | Hans Fredin 56,80       | Södertörns SS         |
| 200 m ryggsim   | Hans Fredin 2.02,54     | Södertörns SS         |
| 100 m bröstsim  | Peter Berggren 1.02,34  | Skärets SS            |
| 200 m bröstsim  | Peter Berggren 2.18,93  | Skärets SS            |
| 200 m medley    | Anders Peterson 2.01,86 | Mariestads SS         |
| 400 m medley    | Stefan Persson 4.19,26  | Malmö KK              |
| 4x100 m frisim  | Upsala S 3.21,43        | Upsala S 3.21,43      |
| 4x200 m frisim  | Motala SS 7.21,10       | Motala SS 7.21,10     |
| 4x100 m medley  | Örebro SA 3.49,02       | Örebro SA 3.49,02     |

### Damer
| Gren            | Guld                          | Guld                          |
| 50 m frisim     | Agneta Eriksson 26,00         | Västerås SS                   |
| 100 m frisim    | Agneta Eriksson 56,06         | Västerås SS                   |
| 200 m frisim    | Agneta Eriksson 2.00,51       | Västerås SS                   |
| 400 m frisim    | Suzanne Nilsson 4.13,65       | Simklubben S02                |
| 800 m frisim    | Suzanne Nilsson 8.37,68       | Simklubben S02                |
| 100 m fjärilsim | Agneta Eriksson 1.02,45       | Västerås SS                   |
| 200 m fjärilsim | Eva Jonasson 2.14,15          | Ölands SK                     |
| 100 m ryggsim   | Anna-Karin Eriksson 1.04,20   | Kalix SS                      |
| 200 m ryggsim   | Anna-Karin Eriksson 2.15,81   | Kalix SS                      |
| 100 m bröstsim  | Annelie Holmström 1.09,03     | Stockholmspolisens IF         |
| 200 m bröstsim  | Annelie Holmström 2.29,87     | Stockholmspolisens IF         |
| 200 m medley    | Helena Kälvehed 2.17,44       | SK Korrugal                   |
| 400 m medley    | Anette Philipsson 4.50,90     | Linköpings ASS                |
| 4x100 m frisim  | Kristianstads SLS 3.50,24     | Kristianstads SLS 3.50,24     |
| 4x200 m frisim  | Kristianstads SLS 8.19,12     | Kristianstads SLS 8.19,12     |
| 4x100 m medley  | Stockholmspolisens IF 4.21,27 | Stockholmspolisens IF 4.21,27 |